# Enrique Borja
Enrique David Borja García (Cidade do México, 30 de dezembro de 1945) é um ex-futebolista mexicano que jogava como atacante. Defendeu as cores de seu país nas Copa do Mundo FIFA de 1966 e 1970.
Uma curiosidade a seu respeito é que Roberto Gomes Bolaños era seu fã, e sempre o homenageava em seus programas. Na dublagem em português, porém, seu nome era sempre substituído por jogadores locais, como Pelé, Rivellino e até pelo zagueiro Luis Pereira.

## Conquistas

### Por Clubes
América-MEX
- Campeonato Mexicano (2): 1970–71, 1975–76
- Copa México: 1973–74
- Campeón de Campeones: 1976
- Liga dos Campeões da CONCACAF: 1977

### Individuais
- Artilheiro do Campeonato Mexicano (3): 1970–71, 1971–72, 1972–73